# فيفيس
فيفيس (بالإنجليزية: Vievis) هي بلدة تقع في ليتوانيا في Elektrėnai municipality. يقدر عدد سكانها بـ 5,246 نسمة .